# Limba georgiană
Georgiana ori gruzina (în georgiană ქართული ენა, transliterat: kartuli ena) este limba oficială a Georgiei și cea mai vorbită limbă kartveliană. Este limba maternă sau limba principală pentru 88% din populația Georgiei. Este și limba literară și lingua franca pentru vorbitorii de limbi înrudite. Sunt aproximativ 3.8 milioane de vorbitori, dintre care două milioane în străinătate (în special în Turcia și Rusia, comunități mai mici existând în Iran, Azerbaidjan, Grecia, etc.). Georgiana este scrisă cu propriile sisteme alfabetice de origine neclară.
Georgiana este cel mai strâns înrudită cu limbile Zan și mai îndepărtat cu limba svan. Georgiana are diferite dialecte, georgiana standard fiind bazată pe dialectul kartlian, iar toate dialectele sunt reciproc inteligibile. Istoria limbii georgiene se întinde de la georgiana veche timpurie, din secolul al V-lea, până la georgiana modernă de astăzi. Dezvoltarea sa ca limbă scrisă a început odată cu creștinizarea Georgiei în secolul al IV-lea.
Fonologia georgiană prezintă un sistem consonantic bogat, care include consoane aspirate, sonore și ejective, africate și fricative. Sistemul vocalic este format din cinci vocale cu diferite caracteristici. Prozodia georgiană implică un accent slab, lingviștii nefiind în acord cu privire la plasarea acestuia. Fonotactica limbii include grupuri complexe de consoane și grupuri de vocale armonice. Alfabetul Mkhedruli, dominant în utilizarea modernă, corespunde îndeaproape fonemelor georgiene și nu face distincție între majuscule și minuscule, deși utilizează un efect de tip majusculă numit Mtavruli pentru titluri și inscripții. Georgiana este o limbă aglutinantă cu o structură verbală complexă, care poate include până la opt morfeme, prezentând polipersonalism. Limba are șapte cazuri și utilizează o structură ramificată-la-stânga, cu adjective care preced substantivele și postpoziții în loc de prepoziții. Georgiana nu are genuri gramaticale sau articole, folosind contextul ca să stabilească dacă un substantiv e hotărât sau nu.
Limba este cunoscută pentru sistemul ei bogat de derivare, care permite formarea extensivă de substantive și verbe din rădăcini, și pentru grupurile lungi de consoane, greu de pronunțat pentru străini.

## Clasificare

Limbile kartveliene, inclusiv georgiana

Limba georgiană este cea mai vorbită limbă din grupul limbilor caucaziene de sud, familie care include de asemenea și limbile svan și migreliană (vorbite în principal în nord-estul Georgiei) și limba laz (vorbită pe coasta turcească a Mării Negre, de la Trabzon până la granița cu Georgia). Studiile gloto-cronologice indică faptul că s-a despărțit de limbile laz cu aproximativ 2700 de ani în urmă. Svan este o rudă mai îndepărtată care s-a desprins mult mai devreme, probabil acum 4000 de ani.

## Dialecte
Unele din dialectele limbii georgiene sunt: Imeretiană, Racha-Lechkhumă, Guriană, Ajariană, Imerxevă (în Turcia), Kartliană, Kakhetiană, Ingilă, Tuș, Hevsură, Mohevă, Pșavă, Mtiulă, Ferjeidană (în Iran) și Meskhetiană.
Limba georgiană standard se bazează în mare parte pe dialectul kartlian și, de-a lungul secolelor, a exercitat o influență puternică asupra celorlalte dialecte. Ca urmare, toate acestea sunt, în general, reciproc inteligibile cu georgiana standard și între ele.

## Istorie
Se crede că georgiana s-a diferențiat de megrelă și de lază în mileniul al III-lea î.Hr. Bazându-se pe gradul de diferențiere, unii lingviști, precum G. Klimov, T. Gamkredlidye și G. Machavariani pledează pentru posibilitatea ca diferențierea să fi început în mileniul II î.Hr. sau chiar mai devreme, diferențiind svana de celălalte limbi. Limbiile migreliană și lază s-au despărțit de georgiană cu aproximativ un mileniu mai târziu.
Georgiana are o tradiție literară prolifică. Cel mai vechi text scris în georgiană care încă se mai păstrează și astăzi este Martiriul Sfintei Șușanik, Regina (C'amebaj c'midisa Shushanik'isi, dedoplisa) scris de Iakob Tsurtaveli, în secolul V.

## Fonologie
În stânga sunt simbolurile AFI, iar în dreapta sunt literele corespunzătoare din alfabetul georgian modern, care este în esență fonemic.

### Consoane
|           |                | Labială     | Labiodentală | Dentală     | Alveolară | Postalveolară | Velară      | Uvulară | Glotală |
| --------- | -------------- | ----------- | ------------ | ----------- | --------- | ------------- | ----------- | ------- | ------- |
| Oclusivă  | surdă aspirate | [pʰ] ფ      |              | [tʰ] თ      |           |               | [kʰ] ქ      |         |         |
| Oclusivă  | sonoră         | [b]7,8,10 ბ |              | [d]7,8,10 დ |           |               | [ɡ]7,8,10 გ |         |         |
| Oclusivă  | explozivă      | [pʼ] პ      |              | [tʼ] ტ      |           |               | [kʼ] კ      | [qʼ]3 ყ |         |
| Africată  | surdă aspirate |             |              |             | [t͡sʰ]1 ც  | [t͡ʃʰ]1 ჩ      |             |         |         |
| Africată  | sonoră         |             |              |             | [d͡z] ძ    | [d͡ʒ] ჯ        |             |         |         |
| Africată  | explozivă      |             |              |             | [t͡sʼ] წ   | [t͡ʃʼ] ჭ       |             |         |         |
| Fricativă | surdă          |             |              |             | [s] ს     | [ʃ] შ         | [x]2 ხ      |         | [h] ჰ   |
| Fricativă | sonoră         |             | [v]6 ვ       |             | [z] ზ     | [ʒ] ჟ         | [ɣ]2 ღ      |         |         |
| Nazală    | Nazală         | [m] მ       |              |             | [n] ნ     |               |             |         |         |
| Vibrantă  | Vibrantă       |             |              |             | [ɾ]4,9 რ  |               |             |         |         |
| Laterală  | Laterală       |             |              |             | [l]5 ლ    |               |             |         |         |

1. Opiniile diferă cu privire la aspirația /t͡sʰ, t͡ʃʰ/, deoarece este non-contrastivă. [necesită citare]
2. Opiniile diferă cu privire la modul de clasificare a [x] și [ɣ]; Aronson (1990).  le clasifică drept post-velare, Hewitt (1995).  susține că acestea variază de la velar la uvular în funcție de context.
3. Oclusivul exploziv uvular este realizat în mod obișnuit ca o fricativă explozivă uvulară [χʼ], dar poate fi și [qʼ], [ʔ], sau [qχʼ], acestea fiind în variație liberă.[9]
4. [r] este realizat ca un tap alveolar [ɾ][10] deși [r] apare în variație liberă.
5. [l] se pronunță ca un [ɫ] velarizat înaintea vocalelor din spate; se pronunță ca [l] în mediul vocalelor din față.[11]
6. [v] este realizat în majoritatea contextelor ca o fricativă bilabială [β] sau [v][12][10], dar are următoarele alofone:[10]
  1. înaintea consoanelor fără voce, este realizat ca [f] sau [ɸ].
  2. după consoane fără voce, este de asemenea fără voce și a fost interpretat fie ca labializare a consoanei anterioare [ʷ], fie pur și simplu ca [ɸ].
  3. se discută dacă se realizează ca labializare după consoane vocite.
  4. cuvântul inițial înaintea vocalei /u/ și uneori înaintea altor consoane poate fi eliminat complet.
7. În poziții inițiale, /b, d, ɡ/ se pronunță ca un [b̥, d̥, ɡ̊] slab vocalizat.[11]
8. În poziții finale de cuvânt, /b, d, ɡ/ pot fi devozate și aspirate la [pʰ, tʰ, kʰ].[11][12]
9. /r/ poate fi scăpat în contexte CrC în vorbirea colocvială.[13]
10. La final de cuvânt /b, d, ɡ/ pot fi realizate ca oclusive neeliberate [b̚, d̚, ɡ̚] înaintea unui alt obstruent la limita cuvântului.

### Vocale
|          | Anteriorară | Posterioară |
| -------- | ----------- | ----------- |
| Închisă  | [i] ი       | [u] უ       |
| Mijlocie | [ɛ] ე       | [ɔ] ო       |
| Deschisă | [a] ა       | [a] ა       |

## Scriere și pronunție
Declarația Universală a Drepturilor Omului (articolul 1):
| Georgiană | Transliterație | AFI | Traducere |
| --- | --- | --- | --- |
| ყველა ადამიანი იბადება თავისუფალი და თანასწორი თავისი ღირსებითა და უფლებებით. მათ მინიჭებული აქვთ გონება და სინდისი და ერთმანეთის მიმართ უნდა იქცეოდნენ ძმობის სულისკვეთებით. | Qvela adamiani ibadeba tavisupali da tanasc’ori tavisi ghirsebita da uplebebit. Mat minich’ebuli akvt goneba da sindisi da ertmanetis mimart unda iktseodnen dzmobis sulisk’vetebit. | [qʼʷe̞ɫä‿ädämiäni‿ibäde̞bä tʰäβisupʰäli d̥ä tʰänäst͡sʼo̞ɾi tʰäβisi ʁiɾse̞bitʰä d̥ä‿upʰle̞be̞bitʰ ‖ mätʰ minit͡ʃ’e̞buli‿äkʰʷtʰ ɡ̊o̞ne̞bä d̥ä sindisi d̥ä‿e̞ɾtʰmäne̞tʰis mimäɾtʰ undä‿ikʰt͡sʰe̞o̞dne̞n d͡zmo̞bis sulisk’ʷe̞tʰe̞bitʰ ‖] | Toate ființele umane se nasc libere și egale în demnitate și în drepturi. Ele sunt înzestrate cu rațiune și conștiință și trebuie să se comporte unele față de altele în spiritul fraternității. |

## Istoria alfabetului
Cea mai veche formă a alfabetului georgian , alfabetul Asomtavruli, a fost creat în jurul anului 412 î.Hr. de preoți ai cultului Matra (Mithra din Persia). Alfabetul Asomtavruli a suferit schimbări în anul 284 î.Hr., schimbări realizate de regele Farnavaz I de Iberia. Astăzi însă, nu puțini sunt specialiștii care atribuie aceste modificări sfântului Mesrob, cel care a inventat alfabetul armean. 

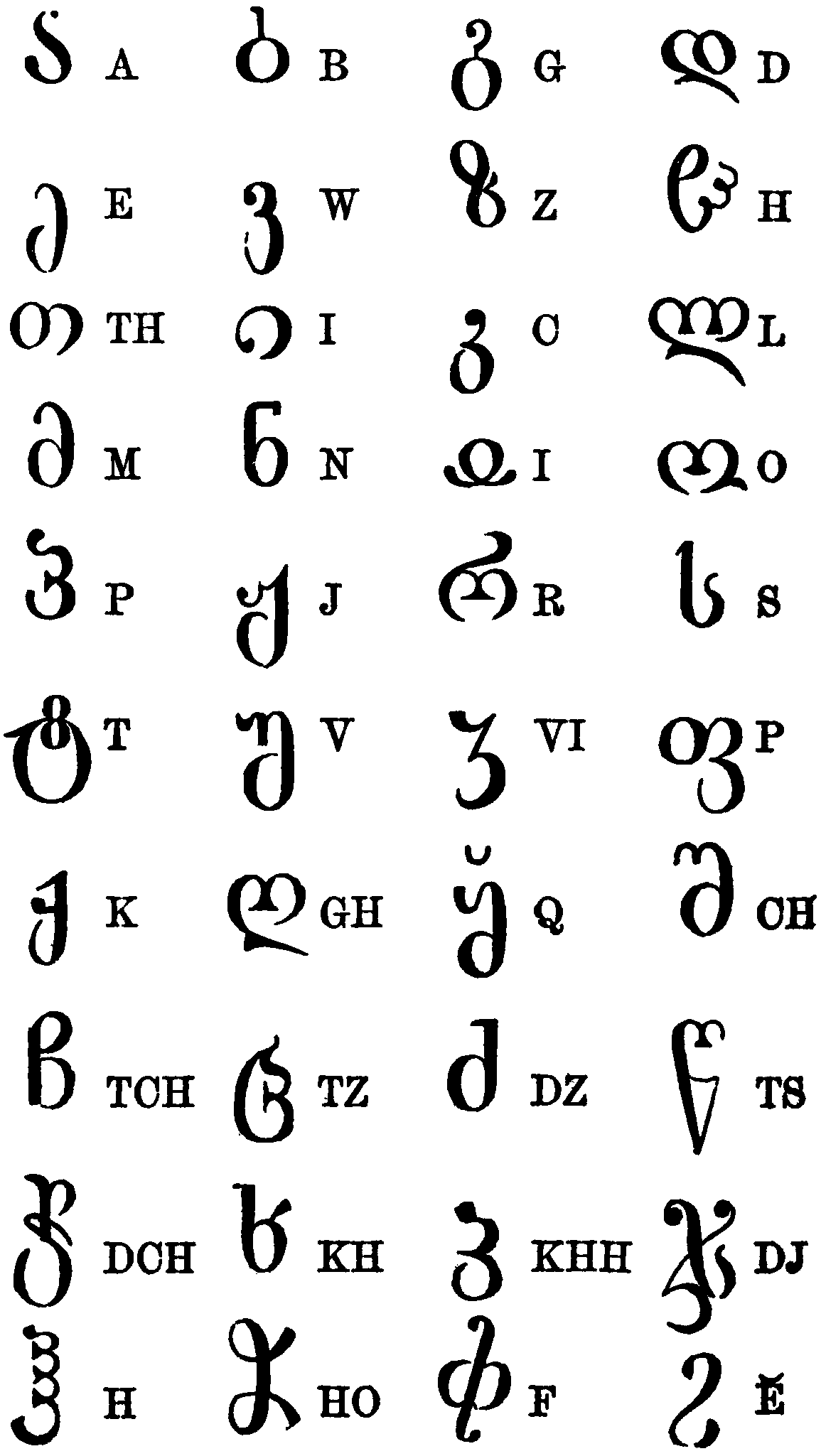
Alfabetul georgian din The American Cyclopædia, 1879

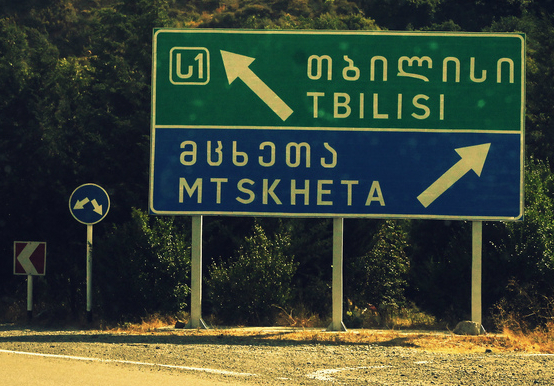
Semn rutier în Mtavruli și în alfabetul latin

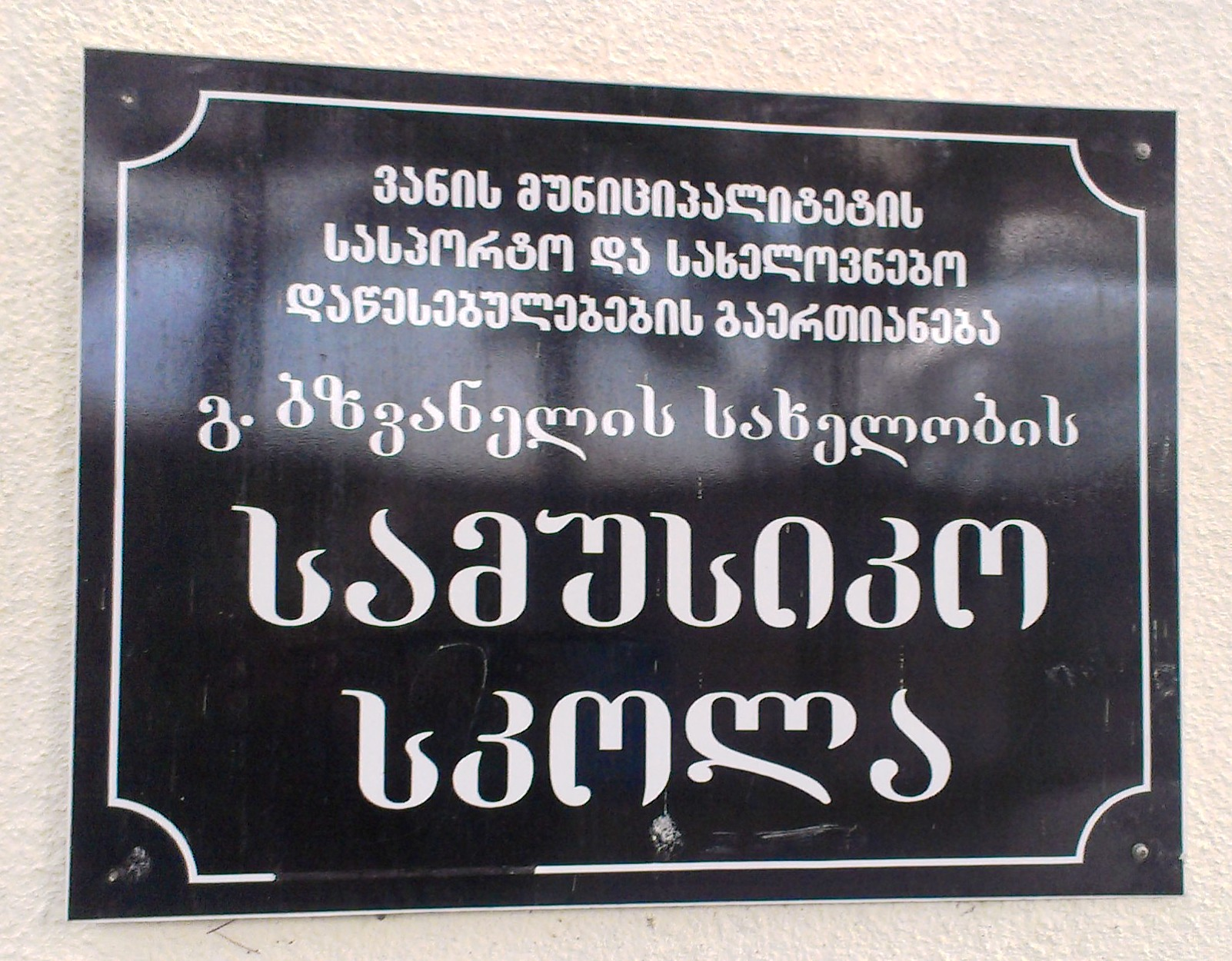
Un semn de la o școală de muzică în Mtavruli cu font sans-serif în partea de sus, Mkhedruli în font serif la mijloc și Mtavruli în font serif în partea de jos

Alfabetul Asomtavruli este cunoscut și sub numele Mrgvlovani. Și astăzi se găsesc monumente cu inscripții scrise în acest alfabet, ca de exemplu biserica georgiană din Bolnisi Sioni, în apropiere de Tbilisi, datând din secolele IV-V d.Hr. De altfel mostre mai vechi datând din secolele III î.Hr-III d.Hr au fost descoperite în localitățile Armaztsikhe (în apropiere de Mtskheta) și Nekresi (în regiunea Kakheti din estul Georgiei), în anul 1940 și din 1995-2003 în cadrul expedițiilor științifice conduse de Simon Janashia (1900-1947) și Levan Chilashvili. Inscripțiile de la Armaztsikhe au fost studiate de Pavle Ingorokva.
Alfabetele Nuskhuri și Kutkhovani au apărut în secolul al IX-lea. Asomtavruli și Nuskhuri, cunoscute și ca Khutsuri (ხუცური), au fost folosite pentru scrierea manuscriselor religioase, folosind Asomtavruli pentru a scrie majusculele.
Alfabetul modern, numit Mkhedruli (მხედრული), a apărut pentru prima dată în secolul al XI-lea. A fost folosit în documente cu caracter militar până în secolul al XVIII-lea, când a înlocuit definitiv alfabetul Khutsuri. Lingviștii care studiază limba georgiană susțin că ortografia acestei limbi este fonemică.
| Literă | Transliterație romanică | AFI   |
| ------ | ----------------------- | ----- |
| ა      | a                       | [ä]   |
| ბ      | b                       | [b]   |
| გ      | g                       | [ɡ]   |
| დ      | d                       | [d]   |
| ე      | e                       | [e̞]   |
| ვ      | v                       | [v~w] |
| ზ      | z                       | [z]   |
| თ      | t                       | [tʰ]  |
| ი      | i                       | [i]   |
| კ      | k’                      | [kʼ]  |
| ლ      | l                       | [l]   |
| მ      | m                       | [m]   |
| ნ      | n                       | [n]   |
| ო      | o                       | [o̞]   |
| პ      | p’                      | [pʼ]  |
| ჟ      | zh                      | [ʒ]   |
| რ      | r                       | [r]   |
| ს      | s                       | [s]   |
| ტ      | t’                      | [tʼ]  |
| უ      | u                       | [u]   |
| ფ      | p                       | [pʰ]  |
| ქ      | k                       | [kʰ]  |
| ღ      | gh                      | [ɣ]   |
| ყ      | q’                      | [qʼ]  |
| შ      | sh                      | [ʃ]   |
| ჩ      | ch                      | [t͡ʃʰ] |
| ც      | ts                      | [t͡sʰ] |
| ძ      | dz                      | [d͡z]  |
| წ      | ts’                     | [t͡sʼ] |
| ჭ      | ch’                     | [t͡ʃʼ] |
| ხ      | kh                      | [x]   |
| ჯ      | j                       | [d͡ʒ]  |
| ჰ      | h                       | [h]   |